# FCS-3

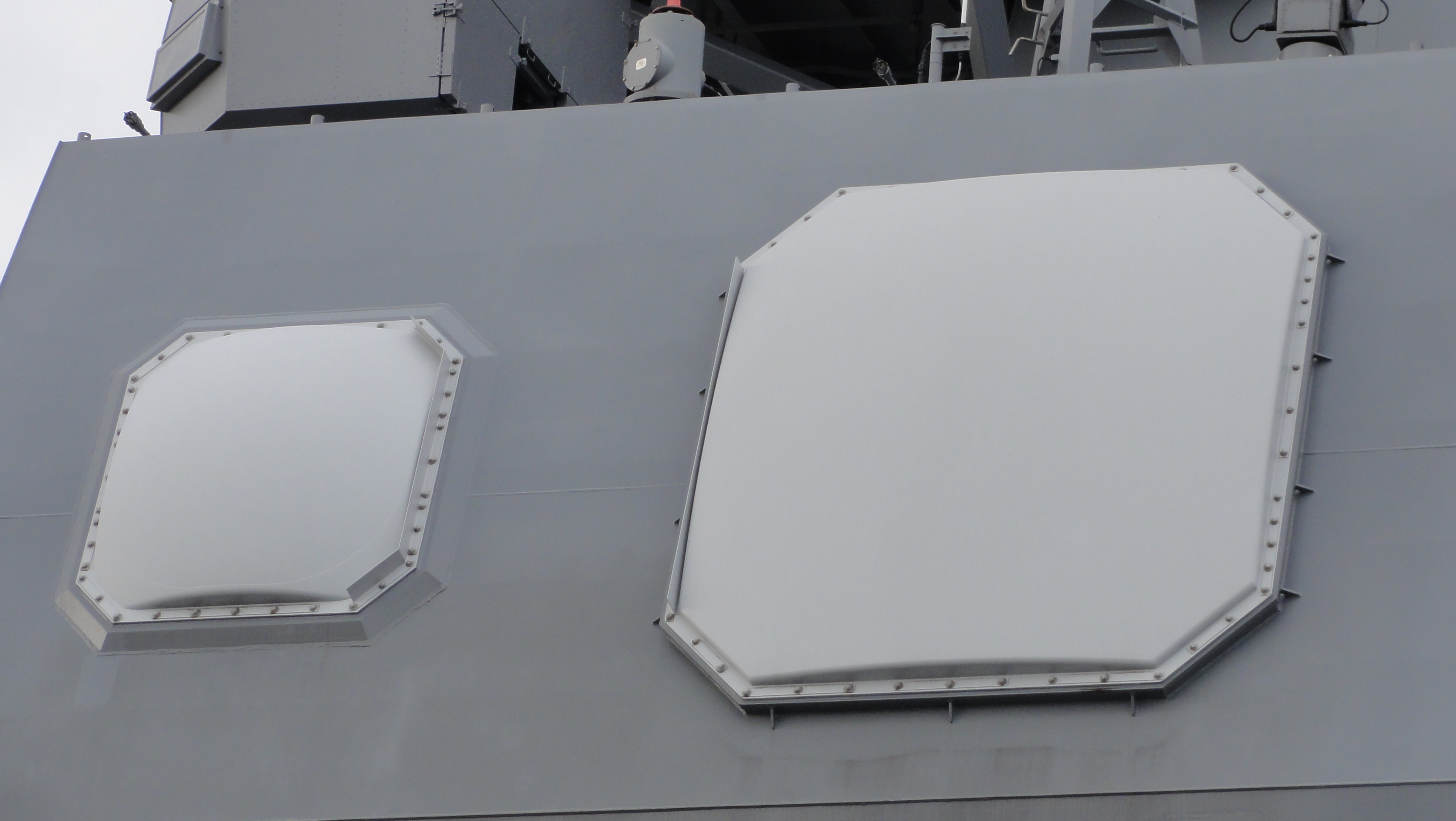
FCS-3 на вертолётоносце «Исэ» (DDH-182)

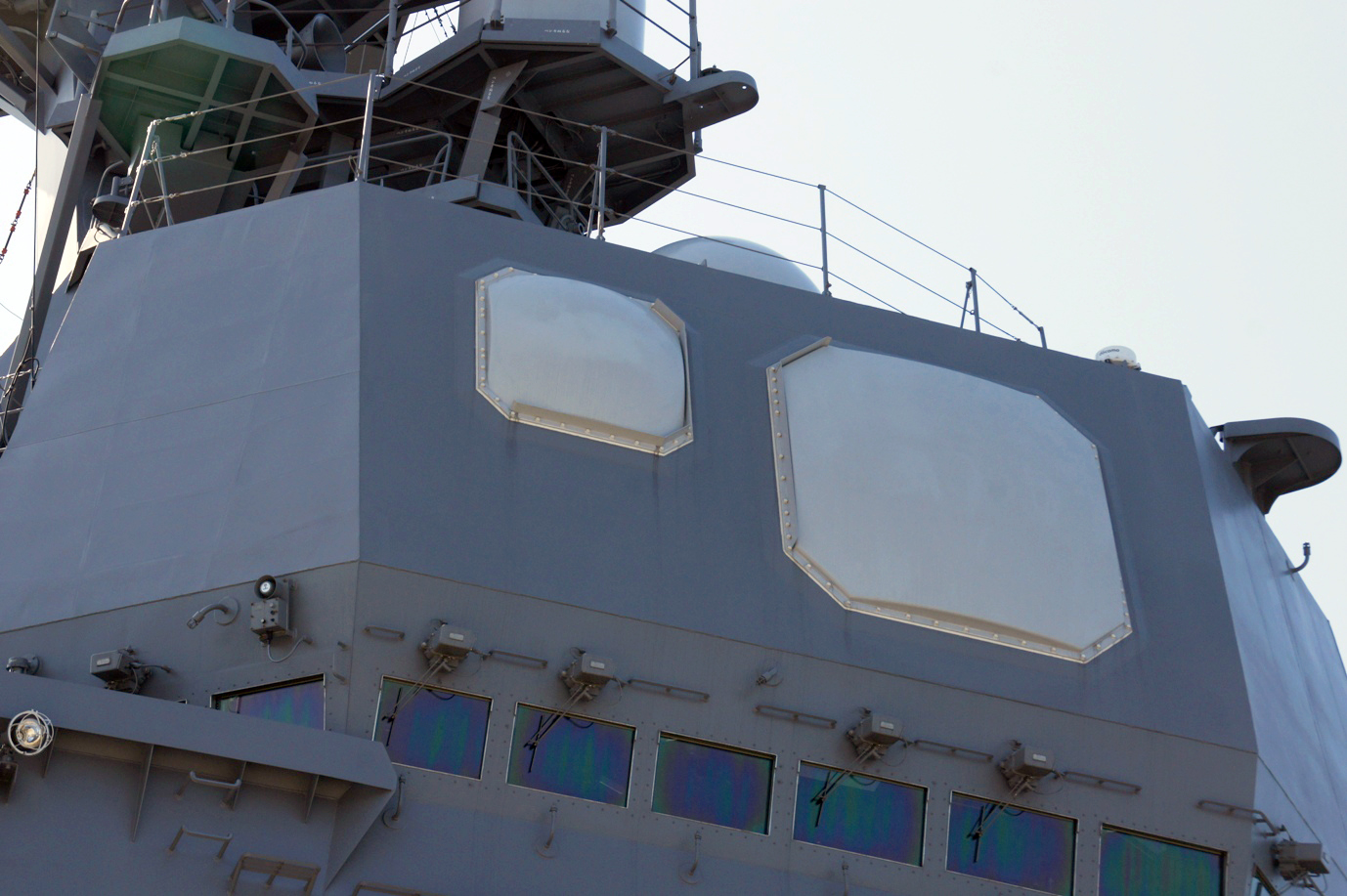
FCS-3 на эсминце «Акидзуки»

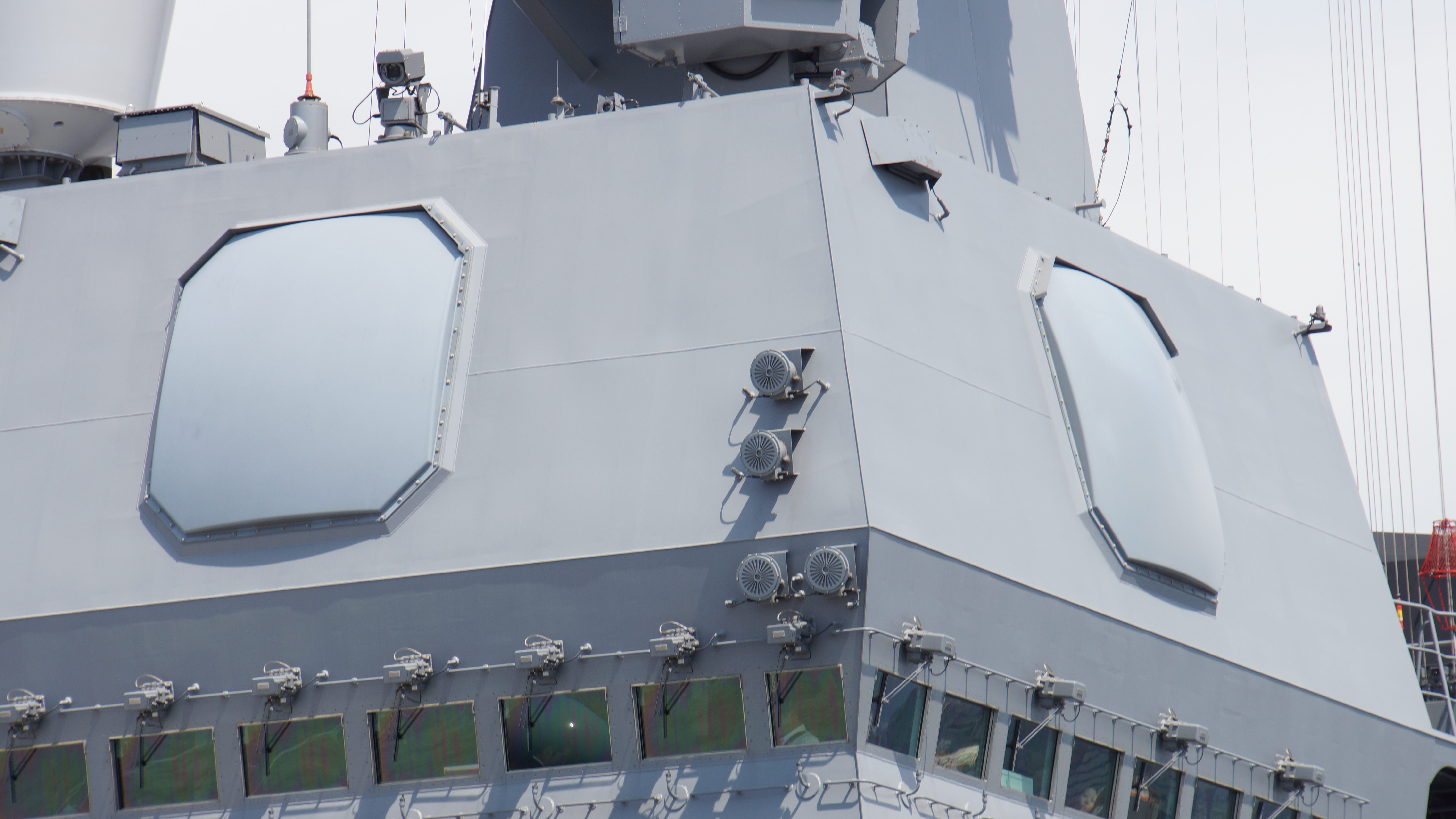
OPS-50A на вертолётоносце Kaga (DDH-184)

FCS-3 — интегрированная корабельная система управления оружием, разработанная Министерством обороны Японии для Морских сил самообороны Японии.
Система состоит из подсистемы наведения и управления оружием и многофункциональной радиолокационной подсистемы. Последняя оснащена РЛС с активной фазированной решёткой (АФАР) и имеет два комплекта антенн: большие  C-диапазона для обнаружения и сопровождения и малые X-диапазона в качестве радара системы управления огнем.
После ходовых испытаний на борту эсминца «Асука»,  система была в 2007 году установлена вертолётоносце «Хюга» (DDH-181). Расширенная версия, FCS-3A, состоит на вооружении эсминцев типа «Акидзуки». Ограниченная по функциональным возможностям версия, OPS-50, установлена на  вертолётоносцах типа «Идзумо». В OPS-50 отсутствуют функции управления огнем, поэтому имеется только один комплект антенн, работающих в C-диапазоне.

## Тактико-технические характеристики
- Максимальная дальность: 500 км
- Дальность обнаружения:
  - Истребитель: 450 км
  - Крылатая ракета: более 200 км
- Количество сопровождаемых целей: 300
- Количество одновременно обстреливаемых целей: 10-12